# Корупція (фільм)
«Корупція» — радянський художній фільм 1989 року, режисера Олексія Полякова. Екранізація повісті Миколи Леонова «Пастка».

## Сюжет
Старший інспектор Московського карного розшуку Лев Гуров під час чергування виїжджає на вбивство, причому непросте — убита молода і красива господиня багато обставленої квартири Олена Качаліна, причому вбивство наспіх і досить кепсько інсценовано як нещасний випадок. Оскільки з квартири нічого не вкрадено, інспектор відкидає версію пограбування. У справі з'являються четверо підозрюваних у вбивстві: чоловік Олени Ігор, приятель Толік, сусід по сходовому майданчику Денис і консьєржка Віра. Мотив на вбивство виявляється в рівній частці у кожного підозрюваного: чоловіком Олена керувала, він був як би «при ній», Толік міг втомитися бути «хлопчиком на побігеньках» у Олени і бути у неї «на гачку», до Віри Олена була сувора і прискіплива, а Денис ще зі студентських років був безнадійно закоханий в Олену, вона знала це і використовувала Дениса в своїх цілях. І тепер детективові Гурову необхідно напружити весь свій розум, застосувати весь свій досвід слідчого, щоб докопатися до істини і з чотирьох підозрюваних вичислити, нарешті, справжнього вбивцю. Вбив чоловік при сварці.

## У ролях
- Андрій Толубєєв —  Ігор Петрович Качалін, чоловік Олени Качалін
- Володимир Антоник —  Лев Іванович Гуров, старший інспектор
- Олена Борзова —  Олена Сергіївна Качаліна, загибла
- Сергій Проханов —  Толік Бабенко, знайомий Олени Качаліної
- Олександр Блок —  Денис Іванович Сергачов, сусід Олени Качаліної
- Олександра Колкунова —  Віра, консьєржка
- Рудольф Панков —  Льоша, експерт-криміналіст

## Знімальна група
- Автор сценарію: Микола Леонов
- Режисер: Олексій Поляков
- Оператор: Генрі Абрамян
- Композитор: Віктор Бабушкін
- Художник: Людмила Кусакова

## Оформлення
Титри в кінці. Подані прізвище акторів без вказання ролі.